# Debra Messing
Debra Lynn Messing, ameriška gledališka, filmska in televizijska igralka, *15. avgust 1968, Brooklyn, New York, Združene države Amerike.
Najbolje je prepoznavna po svoji vlogi Grace Adler iz televizijske serije Will in Grace.

## Zgodnje življenje
Debra Lynn Messing se je rodila 15. avgusta 1968 v Brooklynu, New York, Združene države Amerike, kot hči Sandre (roj. Simons), ki je delala kot poklicna pevka, bankirka ter potovalna in nepremičninska agentka, in Briana Messinga, ki je izdeloval nakit. Ima judovske korenine, njeni predniki pa prihajajo predvsem iz Rusije in Poljske. Ko je imela Debra Messing tri leta, se je s starši in starejšim bratom Brettom preselila v East Greenwich, majhno mesto zunaj Providencea, Rhode Island.
Med šolanjem na srednji šoli se je Debra Messing ukvarjala s petjem in igranjem, igrala pa je v mnogih šolskih igrah, ki jih je priredila njena šola, East Greenwich High School, vključno z muzikaloma Annie in Grease. Trenirala je petje, igranje in ples. Leta 1986 si je prislužila naslov »Junior Miss« Rhode Islanda, in odšla na tekmovanje v Mobile, Alabama, imenovano America's Junior Miss, kjer so se tekmovalke potegovale za štipendijo. Med tem, ko so njeni starši sicer podpirali njene sanje, da bi postala igralka, so vztrajali tudi pri temu, da dokonča študij svobodne umetnosti, preden se osredotoči na igralsko kariero. Po njihovi zahtevi se je Debra Messing šolala na Univerzi Brandeis v Walthamu, Massachusetts. Med svojim prvim letom tam je študirala igranje v britanskem programu, ki je temeljil na londonskih teatrih, imenovanem European Studio Group, kjer se je zatrdno odločila, da si želi igrati. Nekje v letu 1986 je odšla na plastično operacijo nosu.
Po letu 1990, ko je dokončala s šolanjem na Univerzi Brandeis, se je Debra Messing vpisala na elitni program, imenovan Graduate Acting Program, ki je potekal na šoli Tisch School of the Arts Univerze v New Yorku, ki sprejme približno petnajst novih učencev na leto. Tri leta je v umetnosti sodelovala tudi z Master's Degree.

## Kariera
Debra Messing je s svojo igralsko kariero poklicno začela leta 1993, ko je dobila vlogo v Broadwayski gledališki igri Tonyja Kushnerja, Angels in America: Perestroika. Kasneje se je pojavila v nekaj epozodah televizijske serije Newyorška policija med letoma 1994 in 1995.
Leta 1995 se je Debra Messing pojavila v filmu Alfonsa Araua, Sprehod po oblakih, kjer je imela vlogo neverne žene glavnega lika, Paula Suttona (Keanu Reeves). Za tem je dobila glavno vlogo v Fox networkovi televizijski seriji Ned in Stacey. Serija je posnela dve sezoni in se predvajala od leta 1995 do leta 1997. Kot dekle Jerryja Seinfelda se je pojavila v televizijski seriji Seinfeld in sicer v epizodah: »The Wait Out« (1996) in »The Yada Yada« (1997). Debra Messing je zavrnila vlogo v še eni televizijski seriji in raje zaigrala v igri Donalda Marguliesa Collected Stories, ki so jo igrali v gledališču Off-Broadway Manhattan Theater Club. Leta 1997 je igrala tudi v filmu Toma Arnolda, Razpuščena mornarica.
Leta 1998 je Debra Messing igrala glavno vlogo, bio-antropologistko v Sloan Parker ABC-jevi televizijski seriji Prey. V tem času jo je njen agent seznanil s scenarijem televizijske serije Will in Grace. Debra Messing si je sicer nameravala vzeti nekaj prostega časa, vendar ji je bil scenarij tako všeč, da je odšla na avdicijo za vlogo Grace Adler, za katero so se potegovale tudi igralke, kot je Nicollette Sheridan, ki je kasneje v seriji zaigrala Graceino tekmico. Serija Will & Grace je postala zelo uspešna, in Debra Messing je postala ena izmed najbolj priznanih igralk v Hollywoodu.
Leta 2002 je bila imenovana za enega izmed »50. najlepših ljudi na svetu« po mnenju revije People Magazine. TV Guide jo je izbral za »najlepše oblečeno žensko« v letu 2003. Debro Messing je Woody Allen izbral za manjšo vlogo v filmu iz leta 2003, imenovan Propad Hollywooda. Njene ostale vloge vključujejo tudi srečno poročeno, a bolno ženo v filmu Mothmanova prerokba (2002) in stransko vlogo v filmu In prišla je Polly (2004). Film The Wedding Date (2005) je bil njen prvi film, kjer je imela glavno vlogo. Film sam je prejel mešane ocene in zaslužil precej denarja. Debra Messing je nato kot sodnica nastopila v zadnji sezoni Bravovega resničnostnega šova Project Runway. Igrala je tudi v miniseriji Sveže ločena, ki je prejela deset nominacij za Emmyja, vključno z eno, ki jo je prejela Debra Messing in sicer v kategoriji za »izstopajočo glavno igralko v miniseriji ali filmu«.
Leta 2008 je Debra Messing zastopala vlogo Molly Kagan v televizijski seriji Sveže ločena, ki je vključevala deset epizod. Zgodaj leta 2010 je Debra Messing začela z igranjem v ABC-jevi televizijski seriji Wright vs. Wrong, v sezoni od leta 2010 do leta 2011.

## Zasebno življenje
Debra Messing je svojega moža, igralca in scenarista Daniela Zelmana, spoznala ob diplomiranju leta 1990 na NYU. Poročila sta se 3. septembra 2000 in živita v New Yorkju. 7. aprila 2004 jima je Debra Messing rodila sina, ki sta ga poimenovala Roman Walker Zelman.

## Filmografija
| Televizija | Televizija                          | Televizija                           | Televizija |
| Leto       | Naslov                              | Vloga                                | Opombe |
| ---------- | ----------------------------------- | ------------------------------------ | --- |
| 1994–1995  | Newyorška policija                  | Dana Abandando                       | Epizode: »Double Abandando« (1994), »A Murder with Teeth in It« (1995), »Bombs Away« (1995) |
| 1995       | Partners                            | Stacey                               | Epizoda: »City Hall« |
| 1995–1997  | Ned in Stacey                       | Stacey                               | |
| 1996–1997  | Seinfeld                            | Beth Lookner                         | Epizoda: »The Wait Out« (1996), »The Yada Yada« (1997) |
| 1998       | Prey                                | Dr. Sloan Parker                     | |
| 1998–2006  | Will in Grace                       | Grace Adler                          | Primetime Emmy za najboljšo glavno igralko v humoristični seriji (2003) Satellite Award za najboljšo igralko v komični televizijski seriji ali muzikalu (2002, 2003) Screen Actors Guild Award za izstopajoč nastop igralske ekipe v komični televizijski seriji (2001), z Ericom McCormackom, Seanom Hayesom in Megan Mullally Nominirana — American Comedy Award za najbolj smešno žensko v televizijski seriji (glavna vloga) (2000, 2001) Nominirana — Emmy za najboljšo glavno igralko v humoristični seriji (2000–2002, 2006) Nominirana — Zlati globus za najboljšo igralko v komični televizijski seriji ali muzikalu (2000–2005) Nominirana — Satellite Award za najboljšo igralko v komični televizijski seriji ali muzikalu (2004) Nominirana — Screen Actors Guild Award za izstopajoči nastop ženske igralke v komični televizijski seriji (2001, 2004) Nominirana — Screen Actors Guild Award za izstopajoč nastop igralske zasedbe v komični televizijski seriji (2002–2005), z Ericom McCormackom, Seanom Hayesom in Megan Mullally Nominirana — Teen Choice Award za najboljšo televizijsko igralko (2001, 2002, 2006) |
| 1999       | Jezus                               | Marija Magdalena                     | |
| 2002       | King of the Hill                    | Gdč. Hilgren-Bronson, Jordanina mama | Epizode: »Get Your Freak Off« (glas) |
| 2006       | Will in Grace: Say Goodnight Gracie | Grace Adler                          | |
| 2007       | Sveže ločena                        | Molly Kagan                          | 5-delna miniserija Gracie Allen Award Nominirana — Emmy Award za izstopajočo glavno igralko v miniseriji ali filmu Nominirana — Zlati globus za najboljšo igralko v miniseriji ali televizijskem filmu Nominirana — Satellite Award za najboljšo igralko v miniseriji ali televizijskem filmu Nominirana — Screen Actors Guild Award za izstopajoči nastop igralke v miniseriji ali televizijskem filmu |
| 2008       | Sveže ločena                        | Molly Kagan                          | 10 delna serija Nominirana — Golden Globe Award za najboljšo igralko v komični televizijski seriji ali muzikalu |
| Filmi      |                                     |                                      | |
| Leto       | Naslov                              | Vloga                                | Opombe |
| 1995       | Sprehod po oblakih                  | Betty Sutton                         | |
| 1997       | Razpuščena mornarica                | Lt. Penelope Carter                  | |
| 1998       | Zvezdniki                           | Televizijska reporterka              | |
| 2002       | Mothmanova prerokba                 | Mary Klein                           | |
| 2002       | Propad Hollywooda                   | Lori                                 | |
| 2004       | In prišla je Polly                  | Lisa Kramer                          | |
| 2004       | Garfield                            | Arlene                               | Samo glas |
| 2005       | The Wedding Date                    | Kat Ellis                            | |
| 2006       | Sezona lova                         | Beth                                 | voice only |
| 2007       | Škrlatne vijolice                   | Kate Scott                           | |
| 2007       | Srečnež                             | Suzanne Offer                        | |
| 2008       | Ženske                              | Edie Cohen                           | |
| 2008       | Nothing Like the Holidays           | Sarah Rodriguez                      | Nominirana — Satellite Award za najboljšo igralko v komičnem muzikalu |

## Nagrade in nominacije
- 2000 - Emmy za najboljšo glavno igralko v humoristični seriji za Will in Grace - nominirana
- 2000 - American Comedy Award za najbolj smešno žensko v televizijski seriji (glavna vloga) za Will in Grace - nominirana
- 2000 - Zlati globus za najboljšo igralko v komični televizijski seriji ali muzikalu za Will in Grace - nominirana
- 2001 - Emmy za najboljšo glavno igralko v humoristični seriji za Will in Grace - nominirana
- 2001 - American Comedy Award za najbolj smešno žensko v televizijski seriji (glavna vloga) za Will in Grace - nominirana
- 2001 - Teen Choice Award za najboljšo televizijsko igralko za Will in Grace
- 2001 - Screen Actors Guild Award za izstopajoč nastop igralske ekipe v komični televizijski seriji z Ericom McCormackom, Seanom Hayesom in Megan Mullally za Will in Grace
- 2001 - Zlati globus za najboljšo igralko v komični televizijski seriji ali muzikalu za Will in Grace - nominirana
- 2001 - Screen Actors Guild Award za izstopajoči nastop ženske igralke v komični televizijski seriji za Will in Grace - nominirana
- 2001 - Teen Choice Award za najboljšo televizijsko igralko za Will in Grace - nominirana
- 2002 - Emmy za najboljšo glavno igralko v humoristični seriji za Will in Grace - nominirana
- 2002 - Satellite Award za najboljšo igralko v komični televizijski seriji ali muzikalu za Will in Grace
- 2002 - Zlati globus za najboljšo igralko v komični televizijski seriji ali muzikalu za Will in Grace - nominirana
- 2002 - Screen Actors Guild Award za izstopajoči nastop ženske igralke v komični televizijski seriji za Will in Grace - nominirana
- 2002 - Screen Actors Guild Award za izstopajoč nastop igralske zasedbe v komični televizijski seriji z Ericom McCormackom, Seanom Hayesom in Megan Mullally za Will in Grace - nominirana
- 2002 - Teen Choice Award za najboljšo televizijsko igralko za Will in Grace - nominirana
- 2003 - Primetime Emmy za najboljšo glavno igralko v humoristični seriji za Will in Grace
- 2003 - Satellite Award za najboljšo igralko v komični televizijski seriji ali muzikalu za Will in Grace
- 2003 - Zlati globus za najboljšo igralko v komični televizijski seriji ali muzikalu za Will in Grace - nominirana
- 2003 - Screen Actors Guild Award za izstopajoči nastop ženske igralke v komični televizijski seriji za Will in Grace - nominirana
- 2003 - Screen Actors Guild Award za izstopajoč nastop igralske zasedbe v komični televizijski seriji z Ericom McCormackom, Seanom Hayesom in Megan Mullally za Will in Grace - nominirana
- 2004 - Zlati globus za najboljšo igralko v komični televizijski seriji ali muzikalu za Will in Grace - nominirana
- 2004 - Satellite Award za najboljšo igralko v komični televizijski seriji ali muzikalu za Will in Grace - nominirana
- 2004 - Screen Actors Guild Award za izstopajoči nastop ženske igralke v komični televizijski seriji za Will in Grace - nominirana
- 2004 - Screen Actors Guild Award za izstopajoč nastop igralske zasedbe v komični televizijski seriji z Ericom McCormackom, Seanom Hayesom in Megan Mullally za Will in Grace - nominirana
- 2005 - Zlati globus za najboljšo igralko v komični televizijski seriji ali muzikalu za Will in Grace - nominirana
- 2005 - Screen Actors Guild Award za izstopajoč nastop igralske zasedbe v komični televizijski seriji z Ericom McCormackom, Seanom Hayesom in Megan Mullally za Will in Grace - nominirana
- 2006 - Emmy za najboljšo glavno igralko v humoristični seriji za Will in Grace - nominirana
- 2006 - Teen Choice Award za najboljšo televizijsko igralko za Will in Grace - nominirana
- 2007 - Gracie Allen Award za Sveže ločena - dobila
- 2007 - Emmy Award za izstopajočo glavno igralko v miniseriji ali filmu za Sveže ločena - nominirana
- 2007 - Zlati globus za najboljšo igralko v miniseriji ali televizijskem filmu za Sveže ločena - nominirana
- 2007 - Satellite Award za najboljšo igralko v miniseriji ali televizijskem filmu za Sveže ločena - nominirana
- 2007 - Screen Actors Guild Award za izstopajoči nastop igralke v miniseriji ali televizijskem filmu za Sveže ločena - nominirana
- 2008 — Satellite Award za najboljšo igralko v komičnem muzikalu za Nothing Like the Holidays - nominirana
- 2008 - Golden Globe Award za najboljšo igralko v komični televizijski seriji ali muzikalu za Sveže ločena - nominirana